# Nespelem River
Der Nespelem River ist ein nördlicher (rechter) Nebenfluss des Columbia River im US-Bundesstaat Washington. Er liegt vollständig im Okanogan County und in der Colville Indian Reservation.
Der Name „Nespelem“ stammt angeblich vom indianischen Wort nesilim, das „flaches Land“ bedeutet.

## Verlauf
Der Nespelem River entspringt im östlichen Okanogan County und fließt südwärts. Er nimmt mehrere kleine Nebenflüsse auf, zu denen der Stepstone Creek, der North Star Creek und der Armstrong Creek gehören, bevor er die Kleinstadt Nespelem (Washington), den Hauptsitz der Colville Indian Reservation, passiert.
Unterhalb der Stadt wendet sich der Nespelem River nach Westen. Der Little Nespelem River fließt ihm zu, gerade bevor er sich in den Columbia River ergießt. Er erreicht den Columbia mehrere Meilen unterhalb des Grand Coulee Dam und viele Meilen oberhalb des Chief Joseph Dam. Der vom Chief Joseph Dam aufgestaute Columbia River heißt an der Mündung des Nespelem River Rufus Woods Lake.